# Sfântul Ștefan

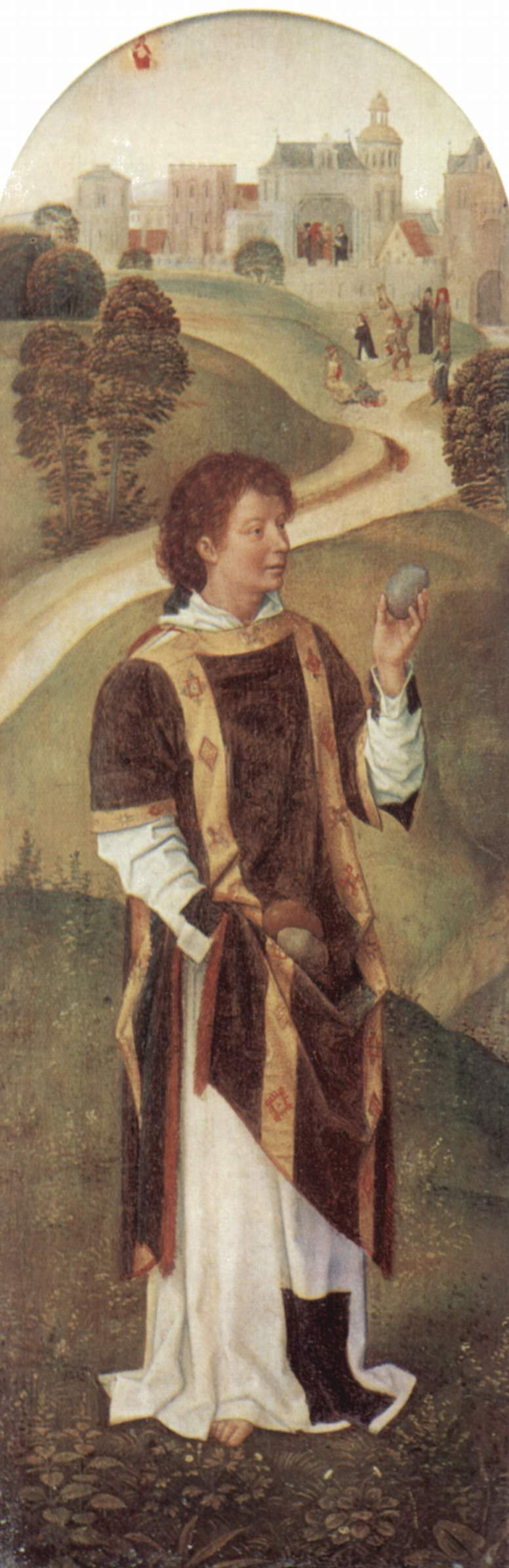
Sfântul Ștefan, pictură de Hans Memling

Sfântul Ștefan (din greacă Στέφανος, Stephanos, în traducere Încununat; n. 1 d.Hr., Grecia – d. 36 d.Hr., Ierusalim, Palestina romană⁠(d)) a fost conform Faptelor Apostolilor un diacon iudeu (evreu) din Ierusalim, considerat drept primul mucenic sau martir creștin condamnat la moarte de autorități. Potrivit Noului Testament, Sfântul Ștefan a fost unul dintre cei șapte bărbați ”plini de Duh Sfânt și de înțelepciune”, aleși de către apostoli pentru a îndeplini calitatea de diaconi. Ștefan a fost unul din ucenicii lui Iisus din Nazaret, care îl urmau pretutindeni și care au asistat direct la faptele sale. Fiind ales să-i conducă pe diaconi, precum și datorită credinței sale profunde și puterii sale de a săvârși minuni și semne, Sfântul Ștefan a fost numit și arhidiacon.
Întrucât, în Biserica primară, rolul diaconului era unul mult mai important decât în zilele noastre, Sfântul Ștefan a intrat rapid în atenția fariseilor, care erau nemulțumiți de faptul că el predica public învățăturile lui Iisus din Nazaret. La scurtă vreme după începerea misiunii sale de diacon, el a fost adus în fața Sinedriului, pentru a fi acuzat de blasfemie contra lui Moise și a lui Dumnezeu. Întrebat de același Caiafa care îl judecase pe Iisus cum răspunde acuzării, Sfântul Ștefan a ținut o lungă cuvântare, acuzându-i, la rândul său, pe cei ce îi doreau pieirea: "Cum au fost părinții voștri așa sunteți și voi! Pe care dintre prooroci nu i-au prigonit părinții voștri? Și au ucis pe cei care au vestit mai dinainte sosirea Celui Drept ai Cărui vânzători și ucigași v-ați făcut voi acum. Voi care ați primit Legea întru rânduieli de la îngeri și n-ați păzit-o!" (Faptele Apostolilor VII, 51-53).
Sfântul Ștefan a fost găsit vinovat de blasfemie și condamnat la moarte prin lapidare. După pronunțarea sentinței, conform Noului Testament, el a avut o teofanie, spunând: "Iată văd cerurile deschise și pe Fiul Omului stând de-a dreapta lui Dumnezeu". El a fost dus în afara cetății, unde a fost ucis cu pietre, devenind primul martir - primul ucis pentru că mărturisise credința în Iisus. Urmând exemplul acestuia, în clipa morții el cere iertare pentru cei ce îl ucid. Conform Noului Testament și tradiției creștine, printre cei ce l-au judecat și care au asistat la uciderea lui s-a aflat și Saul, convertit ulterior la creștinism, cel ce avea să devină Sfântul Pavel.
Osemintele Sfântului Ștefan au fost descoperite în anul 415 în satul Gamla (Beit Jimal) din Palestina. De acolo ele au fost transferate la Biserica Sion de pe Muntele Sion din Ierusalim și apoi în anul 439 în capelă, iar din 460 în Bazilica Sfântul Ștefan din Ierusalim înălțată în prima ei versiune de către împărăteasa bizantină Aelia Eudocia la nord de Poarta Damascului, în afara zidurilor cetății, pe locul unde se credea că a avut loc martiriul.
După alte traditii, din anul 560 osemintele sale s-ar afla împreună cu osemintele arhidiaconului roman Laurențiu (d. 258) în cripta bisericii „San Lorenzo fuori le Mura” din Roma.

## Sărbători
Sfântul Ștefan diaconul este sărbătorit de creștinii romano-catolici, anglicani, reformați, evanghelici și unitarieni pe 26 decembrie, iar de cei ortodocși și greco-catolici pe 27 decembrie.